# 2348 Michkovitch
2348 Michkovitch eller 1939 AA är en asteroid i huvudbältet, som upptäcktes den 10 januari 1939 av den serbiske astronomen Milorad B. Protić vid Belgrads observatorium. Den har fått sitt namn efter den serbiske astronomen Vojislav Mišković.
Asteroiden har en diameter på ungefär 4 kilometer.